# Xã St. Mary, Quận McLean, Bắc Dakota
Xã St. Mary (tiếng Anh: St. Mary Township) là một xã thuộc quận McLean, tiểu bang Bắc Dakota, Hoa Kỳ. Năm 2010, dân số của xã này là 147 người.